# Датский (остров)
Остров Датский (норв. Danskøya, англ. Danes Island) — один из островов архипелага Шпицберген, расположенный к северо-западу от Западного Шпицбергена, около фьорда Magdalenefjorden. К северу от него расположен остров Амстердам. Как и многие другие острова Шпицбергена, Датский остров не заселен людьми.
В 1631 году здесь была основана датская китобойная база, впоследствии покинутая в 1658 году. Остатки другой станции были обнаружены Фридрихом Мартенсом в 1671 году.
В 1897 году остров был отправным пунктом воздушной арктической экспедиции, возглавляемой шведским исследователем Саломоном Андре.